# Wolesi Dschirga
Als Wolesi Dschirga (auch Wolesi Jirga, paschtunisch ولسي جرګه) bezeichnet man das Unterhaus des ehemaligen afghanischen Zwei-Kammern-Parlaments. Wolesi Dschirga bedeutet übersetzt so viel wie „Haus des Volkes“. Es ist de facto aufgelöst seit der Machtübernahme der Taliban am 15. August 2021.

## Zusammensetzung
Wolesi Dschirga bestand aus 249 Sitzen, von denen 68 von Frauen und 10 von der Nomadenminderheit der Kutschi besetzt werden mussten. Die Abgeordneten wurden direkt gewählt, wobei jeder Provinz eine bestimmte Zahl von Abgeordneten zustand. Eine Besonderheit bei den Wahlen zur Wolesi Dschirga war, dass keine Parteien zugelassen waren, es gab also nur unabhängige Abgeordnete.

## Geschichte
Vom 14. Dezember 2003 bis zum 4. Januar 2004 tagte in Kabul die verfassungsgebende Große Ratsversammlung (Loja Dschirga). Die von ihr verabschiedete Verfassung sieht einen direkt vom Volk gewählten Präsidenten vor, der sowohl Staatsoberhaupt als auch Regierungschef ist. Das afghanische Parlament (Schuraye Melli) wurde in zwei Kammern unterteilt: in die Wolesi Dschirga und die Meschrano Dschirga (das Oberhaus). Am 18. September 2005 fanden die ersten Wahlen zur Wolesi Dschirga statt. Die Wahlen wurden von Anschlägen auf die Kandidaten überschattet, denen mindestens sieben Politiker zum Opfer fielen. Obwohl die Wahlbeteiligung zu wünschen übrig ließ, wurden die Wahlen international als Erfolg gewertet. Die zweiten Wahlen zur Wolesi Dschirga fanden am 20. August 2009 statt und führten aufgrund von massiver Wahlfälschung zu einer Legitimationskrise der Regierung.

## Belege
- Marion Preyer: Chancen und Hemmnisse von Demokratisierung – Der Fall Afghanistan. Grin, München 2009, ISBN 978-3640294862